# فريدريك ليندغرين (كاتب أغاني)
فريدريك ليندغرين هو كاتب أغاني سويدي، ولد في 1 فبراير 1971 في ستوكهولم في السويد.